# Elecciones presidenciales de Osetia del Sur de 2022
Las elecciones presidenciales de Osetia del Sur de 2022 se llevaron a cabo el 10 de abril. Dado que ninguno de los candidatos presidenciales obtuvo al menos el 50 % de los votos, se fijó una segunda vuelta para el 8 de mayo entre los dos principales candidatos, Alán Gaglóyev y el presidente en funciones Anatoli Bibílov.
Gaglóyev recibió el respaldo de los candidatos descartados en la primera ronda Alexandr Pliyev, Garri Muldarov y Dmitry Tasoyev, de cara a la segunda vuelta contra Anatoli Bibílov.

## Sistema electoral
La elección se lleva a cabo utilizando el sistema de dos vueltas; un candidato sería declarado ganador si recibiera más del 50% de los votos en la primera vuelta. Si ningún candidato supera el umbral del 50%, se lleva a cabo una segunda vuelta. El Presidente es elegido para un período de cinco años con posibilidad de una reelección consecutiva.
De acuerdo con la constitución, un ciudadano de Osetia del Sur que sea mayor de 35 años, que hable con fluidez los idiomas estatales (osetio y ruso) y que haya residido permanentemente en Osetia del Sur durante los últimos 10 años puede ser elegido presidente de Osetia del Sur.

## Resultados
| Candidato                          | Candidato                 | Partido                   | Primera vuelta | Primera vuelta | Segunda vuelta | Segunda vuelta |
| Candidato                          | Candidato                 | Partido                   | Votos          | %              | Votos          | %              |
| ---------------------------------- | ------------------------- | ------------------------- | -------------- | -------------- | -------------- | -------------- |
|                                    | Alan Gagloyev             | Nijas                     | 10.707         | 38,55          | 16.134         | 56,08          |
|                                    | Anatoli Bibílov           | Osetia Unida              | 9.706          | 34,95          | 11.767         | 40,90          |
|                                    | Aleksandr Pliyev          | Partido Popular           | 3.434          | 12,37          |                |                |
|                                    | Garri Muldarov            | Independiente             | 2.592          | 9,33           |                |                |
|                                    | Dmitry Tasoyev            | Independiente             | 822            | 2,96           |                |                |
| Ninguno de los anteriores          | Ninguno de los anteriores | Ninguno de los anteriores | 510            | 1.84           | 867            | 3,01           |
|                                    |                           |                           |                |                |                |                |
| Votos válidos                      | Votos válidos             | Votos válidos             | 27.771         | 95,57          | 28.768         | 97,77          |
| Votos en blanco/inválidos          | Votos en blanco/inválidos | Votos en blanco/inválidos | 1.286          | 4,43           | 655            | 2,23           |
| Total                              | Total                     | Total                     | 29.057         | 100            | 29.423         | 100            |
| Registrados/Participación          | Registrados/Participación | Registrados/Participación | 39.282         | 73,97          | 39.798         | 73,93          |
| Fuente: Comisión Electoral Central |                           |                           |                |                |                |                |

## Reacciones
- Alemania - El gobierno alemán declaró que respalda a Georgia y considera que las elecciones y su resultado son ilegales.[5]
- Azerbaiyán - El gobierno azerí mostró su apoyo a la soberanía y la integridad territorial de Georgia y no reconoce las elecciones presidenciales en la región de Tsjinval de Georgia. El Ministerio de Relaciones Exteriores «considera importante continuar las negociaciones para una solución pacífica al problema de Tsjinval de conformidad con las normas y principios del derecho internacional».[6]
- Moldavia - El Ministerio de Relaciones Exteriores e Integración Europea de Moldavia expresó que no reconocería las elecciones en Osetia del Sur y que apoyaba firmemente la integridad territorial de Georgia.[7]
- República Checa -  El Ministerio de Relaciones Exteriores de la República Checa no reconoce las elecciones presidenciales celebradas en Osetia del Sur el 10 de abril.[8]
- Rumania - El Ministerio de Asuntos Exteriores de Rumania declaró que consideraba ilegítimas las elecciones de Osetia del Sur y que apoyaba una resolución de los conflictos congelados en Georgia que respetara sus fronteras reconocidas internacionalmente.[9]